# Matrimonio igualitario en Oklahoma
El matrimonio igualitario en Oklahoma es legal desde el 6 de octubre de 2014, a raíz de la resolución de una demanda contra la prohibición impuesta por el estado sobre el matrimonio entre personas del mismo sexo. Ese día, después de la negativa de la Corte Suprema de los Estados Unidos a escuchar una apelación en un caso, se encuentra que la prohibición de Oklahoma sobre el matrimonio entre personas del mismo sexo es inconstitucional, la Corte de Apelaciones del Décimo Circuito ordenó al Estado a reconocer el matrimonio entre personas del mismo sexo.
El 14 de enero de 2014, el juez Terence C. Kern, de la Corte del Distrito de Estados Unidos para el Distrito Norte de Oklahoma, declaró inconstitucional la pregunta 711, que prohibía el reconocimiento y la ejecución de los matrimonios del mismo sexo. El caso Bishop vs Estados Unidos  (antes Bishop vs Oklahoma ), quedó pendiente de apelación.
El 18 de julio de 2014, un Tribunal federal de apelaciones confirmó el fallo de un juez federal con la eliminación de la prohibición de matrimonios entre personas del mismo sexo en Oklahoma. Sin embargo, el tribunal de apelaciones puso su sentencia en suspenso a la espera de una apelación. El 6 de octubre de 2014, la Corte Suprema de Estados Unidos rechazó esa apelación, dejando la decisión de la Corte del Circuito Décimo en su lugar. El Gobierno de Oklahoma respondió mediante la implementación de la decisión del tribunal del circuito, que reconoce el matrimonio entre personas del mismo sexo en el estado.